# Pilar Ayuso González
Pilar Ayuso González (Badajoz, 16 de juny de 1942) és una enginyera agrònoma, diplomàtica i política espanyola, diputada al Parlament Europeu des de 1999.

## Biografia
El 1964 es llicencià en enginyaria agrònoma, doctorant-se el 1972. El 1983 es diplomà en Comunitats Europees a l'Escola Diplomàtica.
És membre del Cos nacional d'Enginyers Agrònoms de l'Estat i ha estat investigadora (1965-1970) i directora de projectes d'investigació (1970-1996) de l'Institut Nacional d'Investigacions Agràries. Posteriorment ingressà al Partit Popular, i de 1983 a 1991 en fou secretària de la Comissió Nacional d'Estudis d'Agricultura del partit. També ha estat membre de l'executiva provincial del PP a Ciudad Real.
Fou escollida diputada per la província de Ciudad Real a les Corts de Castella-la Manxa a les eleccions autonòmiques de 1991 i 1995, i en fou vocal de la Comissió No Permanent de l'Aigua. Quan José María Aznar va guanyar les eleccions generals espanyoles de 1996 fou nomenada directora general d'alimentació del Ministeri d'Agricultura, Pesca i Alimentació.
Fou escollida diputada del Partit Popular Europeu a les eleccions al Parlament Europeu de 1999, 2004 i 2009. Dins del Parlament Europeu és membre de la Comissió de Medi ambient, Salut Pública i Seguretat Alimentària, de la Delegació per a les Relacions amb els Països de Mercosur i de la Delegació en l'Assemblea Parlamentària Euro-Llatinoamericana. També és membre de la Unió Europea de Dones i vicepresidenta de l'Associació de Dones per la Democràcia.